# Figulus laoticus
Figulus laoticus es una especie de coleóptero de la familia Lucanidae.

## Distribución geográfica
Habita en Laos, Vietnam y Tailandia.